# Sjöhistoriska museet
För andra sjöfartsmuseer, se Sjöfartsmuseet.

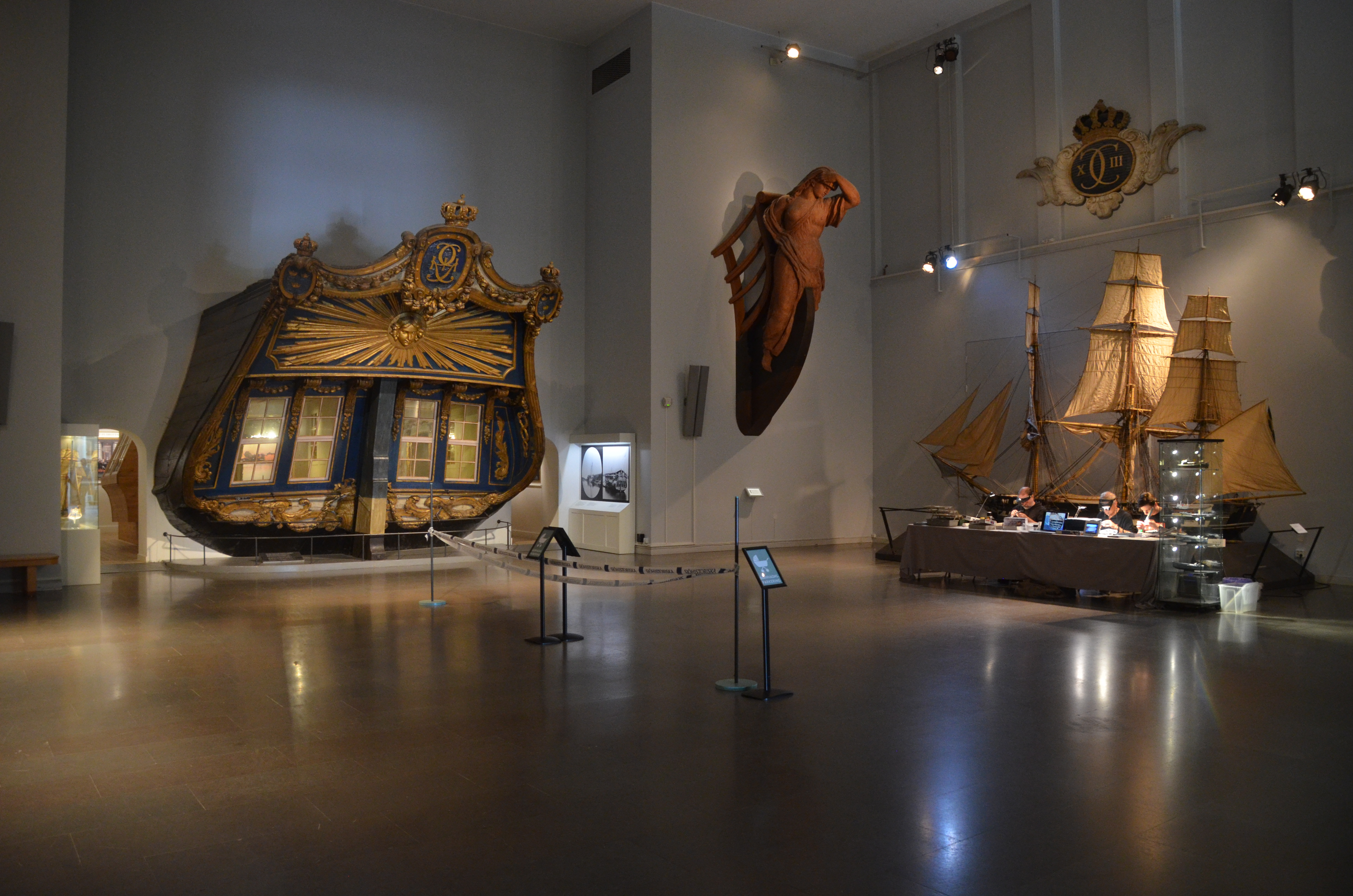
Entréhall, 2022

Statens Sjöhistoriska museum är ett svenskt statligt sjöfartsmuseum, som ligger i Museiparken vid Djurgårdsbrunnsvägen på Ladugårdsgärdet i Stockholm. Museet behandlar sjöfartens och örlogsflottans historia och invigdes den 28 maj 1938. Sjöhistoriska museet uppfördes efter ritningar av arkitekt Ragnar Östberg och är ett av hans sista betydande verk. Det är beläget inom Kungliga nationalstadsparken.

## Historik

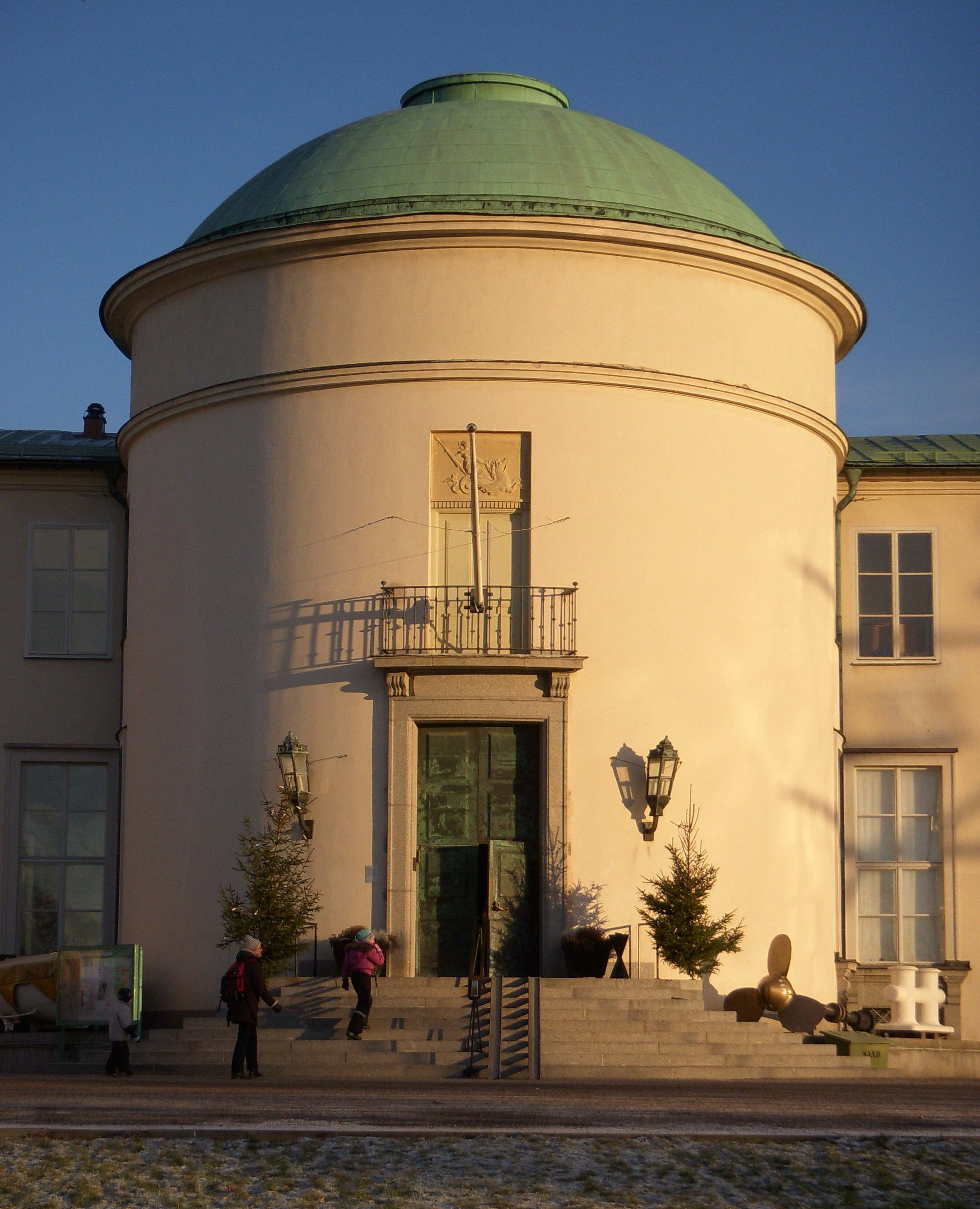
Centraltornet

Sjöhistoriska museet inrättades efter ett riksdagsbeslut år 1932 genom sammanslagning av de sjökrigshistoriska samlingar som förvaltats av flottans myndigheter och  Föreningen Sveriges sjöfartsmuseum i Stockholms samlingar av fartygsmodeller med mera, avsedda att belysa handelsfartygens historia. Genom en donation från Knut och Alice Wallenbergs stiftelse kunde museet slutligen byggas. Villkoren för donationen var att staten upplät en lämplig tomt och att byggnaden inte uppfördes i funktionalistisk stil eftersom man inte ville att ännu ”en skolåda” skulle byggas. Efter att byggnaden blivit klar kunde museet öppnas för allmänheten i början av 1938.
Sjöhistoriska museet lydde inledningsvis under Handelsdepartementet och styrdes av en nämnd som förutom ordföranden bestod av två representanter från handelssjöfarten och två från marinen.
Under perioden 1951 till 1959 genomförde Sjöhistoriska museet marinarkeologiska undersökningar i samarbete med Anders Franzén. Bland annat efterforskades regalskeppen Riksnyckeln, Riksäpplet och Vasa samt skeppet Gröne Jägaren. Från år 1959 övertogs ansvaret för bärgningen av Vasa av Wasanämnden. Efter bärgningen av Regalskeppet återfördes dock ansvaret till Sjöhistoriska museet år 1964.

## Byggnaden
Sjöhistoriska museet uppfördes 1933–1936, på platsen för Stockholmsutställningen 1930. Till husets arkitekt utsågs Ragnar Östberg. Byggnaden är vitputsad och har en svängd form. Mittpartiet är accentuerat genom ett torn, krönt av en kupol som är helt slagen i tegel. Taken är täckta med kopparplåt.
Med denna byggnad, som anknöt till Olof Tempelmans 1700-talsarkitektur, markerade Östberg sin distans till den funktionalistiska kubismen som ironiskt nog hade funnit sitt intåg i Sverige på just denna plats några år tidigare. Museet öppnades den 28 maj 1938 av kung Gustaf V. Sjöhistoriska museet blev Ragnar Östbergs sista genomförda byggnadsverk.
1953 restes Nils Sjögrens staty Sjömannen på en granitsockel vid byggnaden mot Djurgårdsbrunnsviken.

## Verksamhet

### Sjöhistoriska museets huvudbyggnad

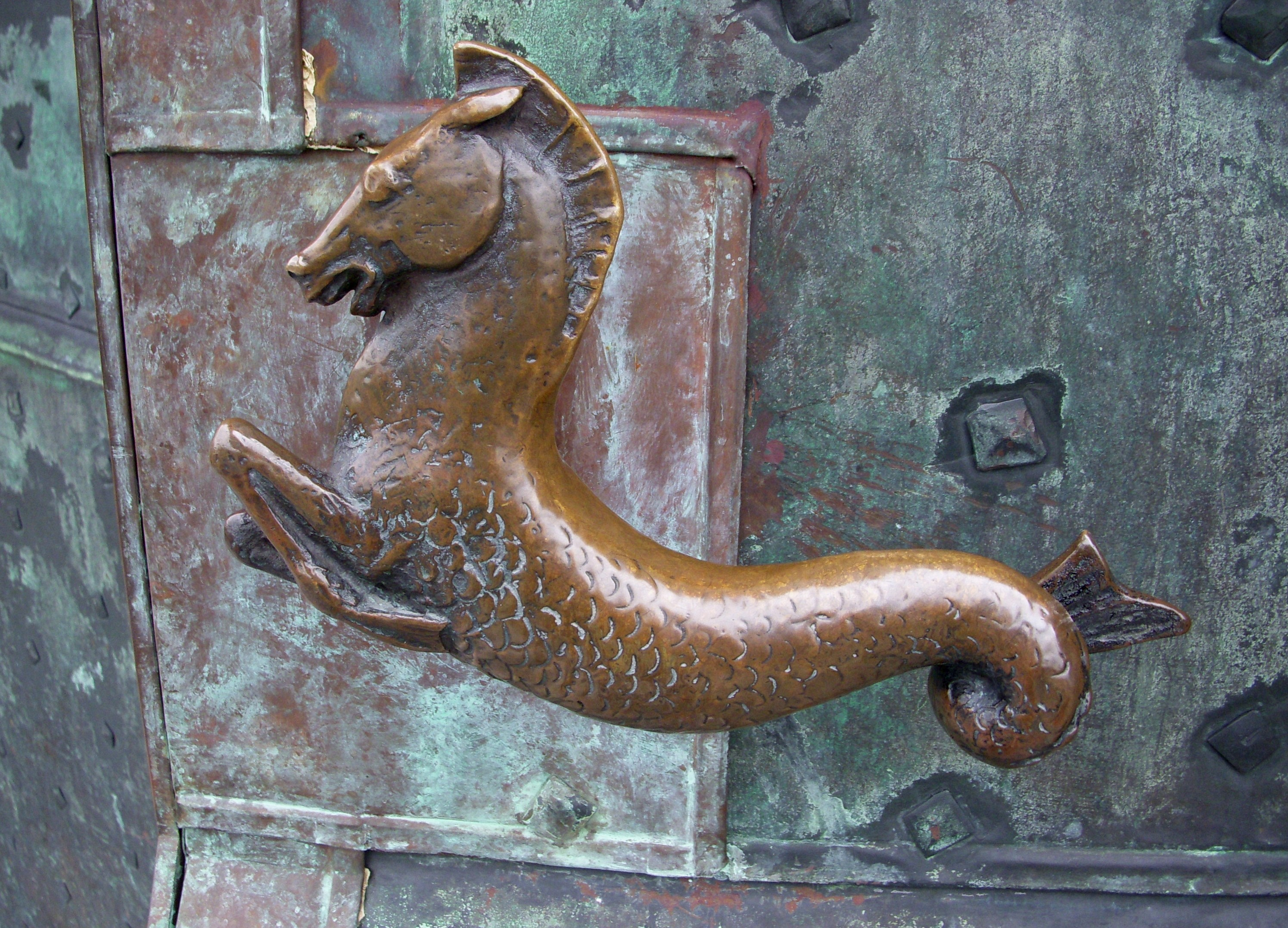
Dörrhandtag på huvudbyggnadens entré

I museets permanenta utställning berättas om den svenska örlogsflottans historia, med bland annat flera detaljrika modeller av 1700-talsfartyg samt ett stort antal målningar. På entréplan finns akterspegeln och rekonstruktionen av kajutan till Gustav III:s lustjakt och stabsfartyg Amphion. Museet förfogar också över ett ritningsarkiv med byggplaner för historiska båtar, ett fotoarkiv med drygt 600 000 bilder och nordens största nautiska bibliotek med 60 000 böcker inom det maritima ämnesområdet.
Utanför museet står statyn Sjömannen av Nils Sjögren, rest 1953 till minne av de omkring 1000 svenska sjömän som omkom under andra världskriget. Nordväst om museet står ett stockankare från skeppet Försiktigheten från 1799. Bakom museet finns den så kallade kanongården med ankare och eldrör från örlogsflottan.
Sjöhistoriska museet är en del av Statens maritima museer. Byggnaden förvaltas av Statens fastighetsverk. 
Museichef sedan 2020 är Mats Djurberg.

## Museifartygen
Sjöhistoriska museet förvaltar även museifartygen isbrytaren Sankt Erik från 1915 samt fyrskeppet Nr 25 Finngrundet från 1903. Vid museifartygspiren, tidigare ”dockpiren”, ligger även räddningskryssaren Bernhard Ingelsson, byggd 1942.
Museifartygen är öppna sommartid, normalt från slutet av maj till första helgen i september.

### Båtmagasinet på Rindö

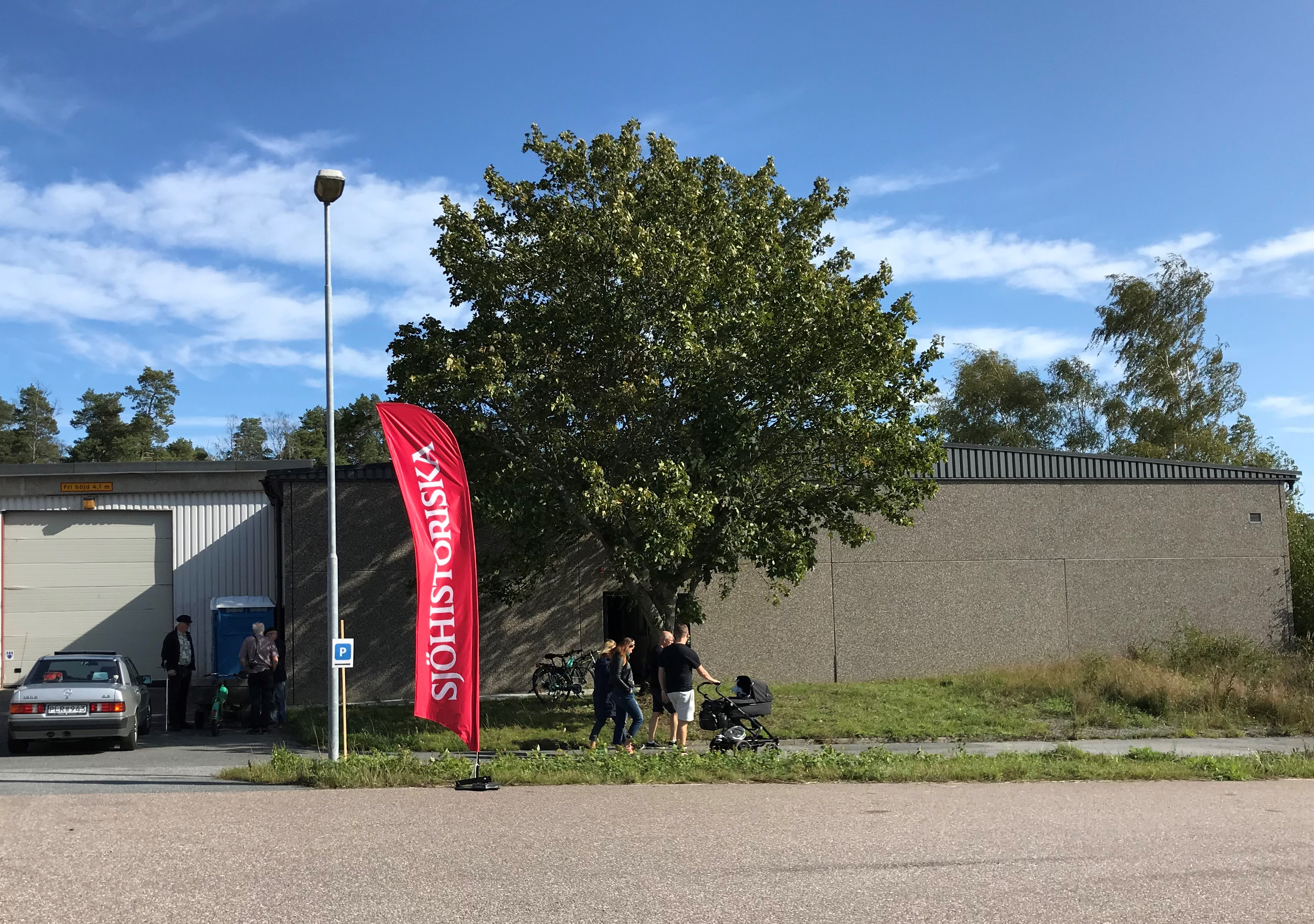
Båtmagasinet på Rindö

Under många år visades ett femtiotal båtar ur Sjöhistoriska museets samling av fritids-, bruks-, örlogs- och allmogebåtar i Båthall 2 på Galärvarvet i Stockholm. Båthall 2 hölls då öppen av Museiföreningen Sveriges Fritidsbåtar under sommarhalvåret. Här fanns bland annat Gustaf III:s lustbåtar Galten och Delfinen och den kungliga slupen Vasaorden jämte CG Petterssons Wiking X, pansarkryssaren Fylgias låringsbåt och en liten isärtagbar roddbåt i masonit. 
Båtsamlingen i Båthall 2 på Djurgården flyttades till Rindö 2017 och invigdes 2018 i Båtmagasinet på Rindö. I Båthall 2 öppnade istället 2021 Vrak – Museum of Wrecks.

## Museichefer
- Hans-Lennart Ohlsson 2007–2020
- Mats Djurberg 2020–

## Bildgalleri

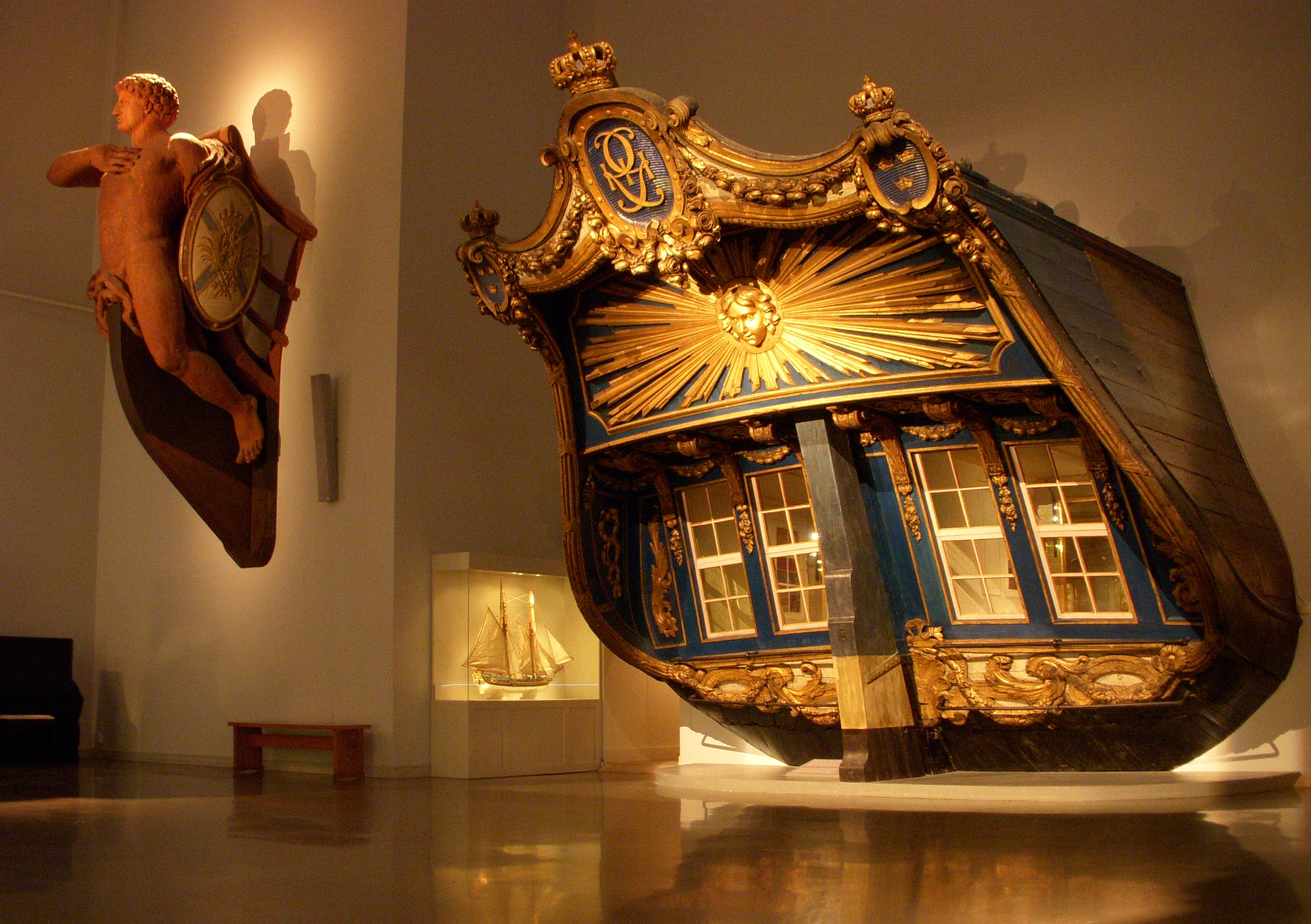
Amphions akterspegel.
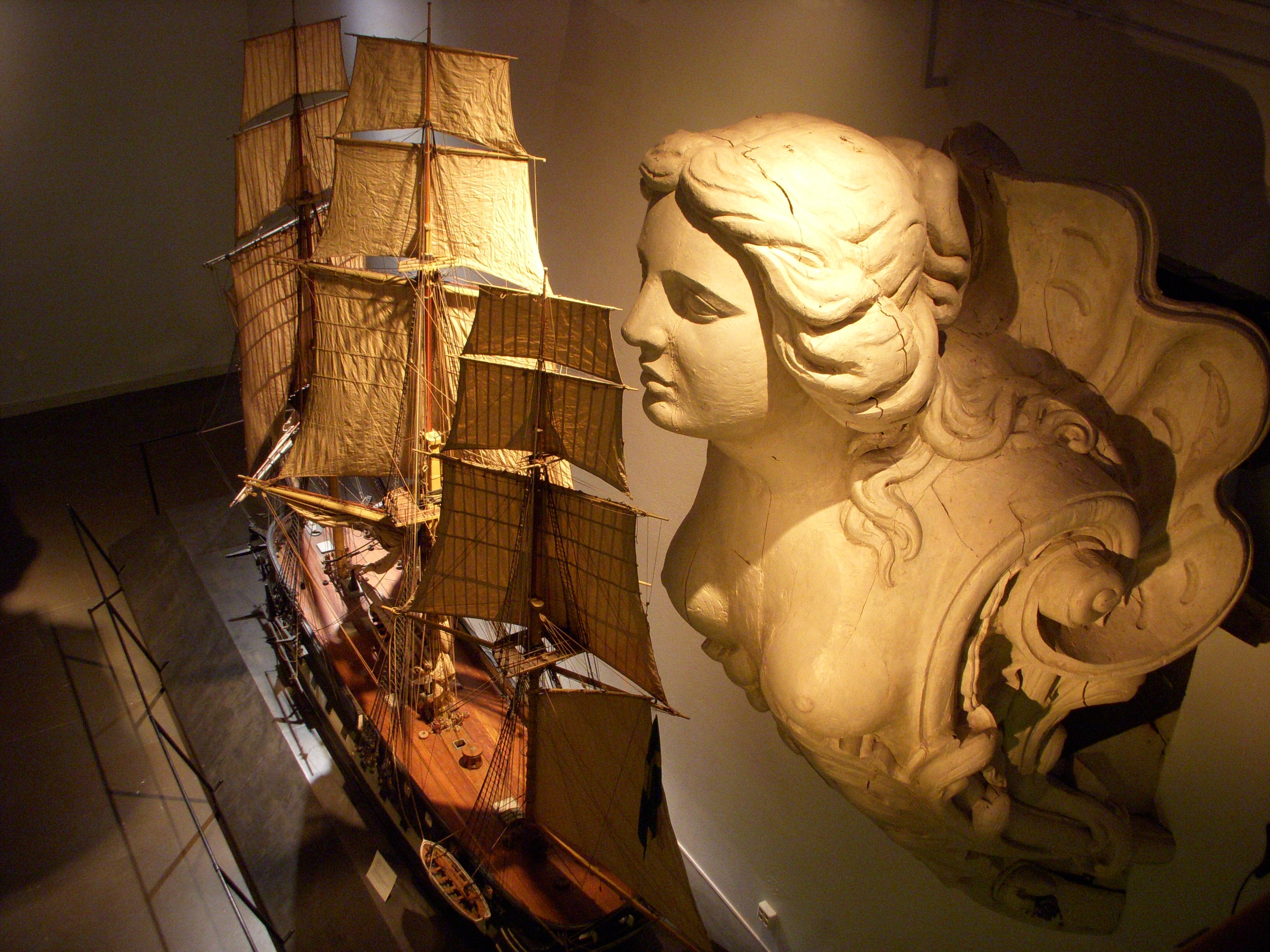
Fartygsmodell.
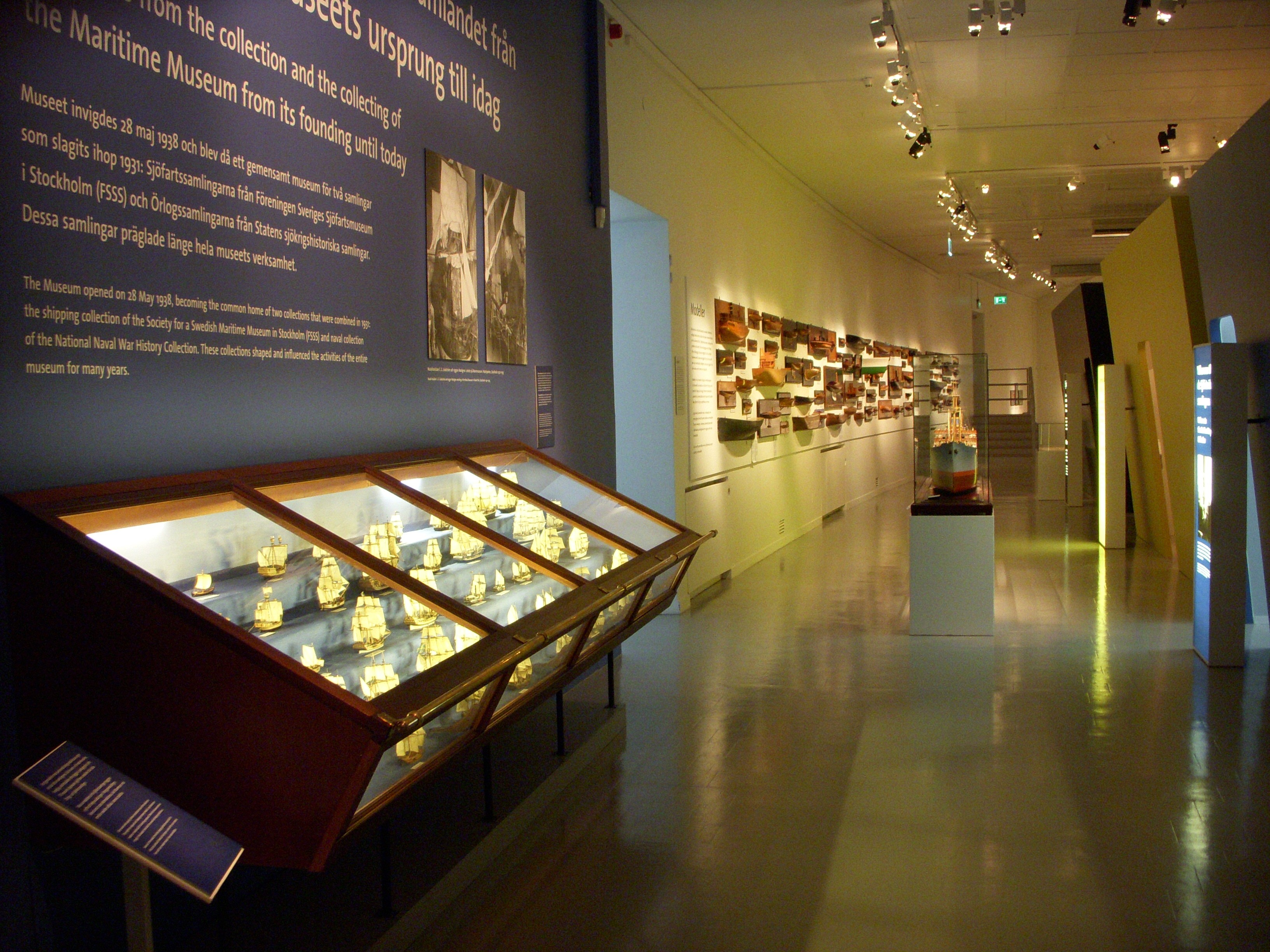
Utställningssalen.
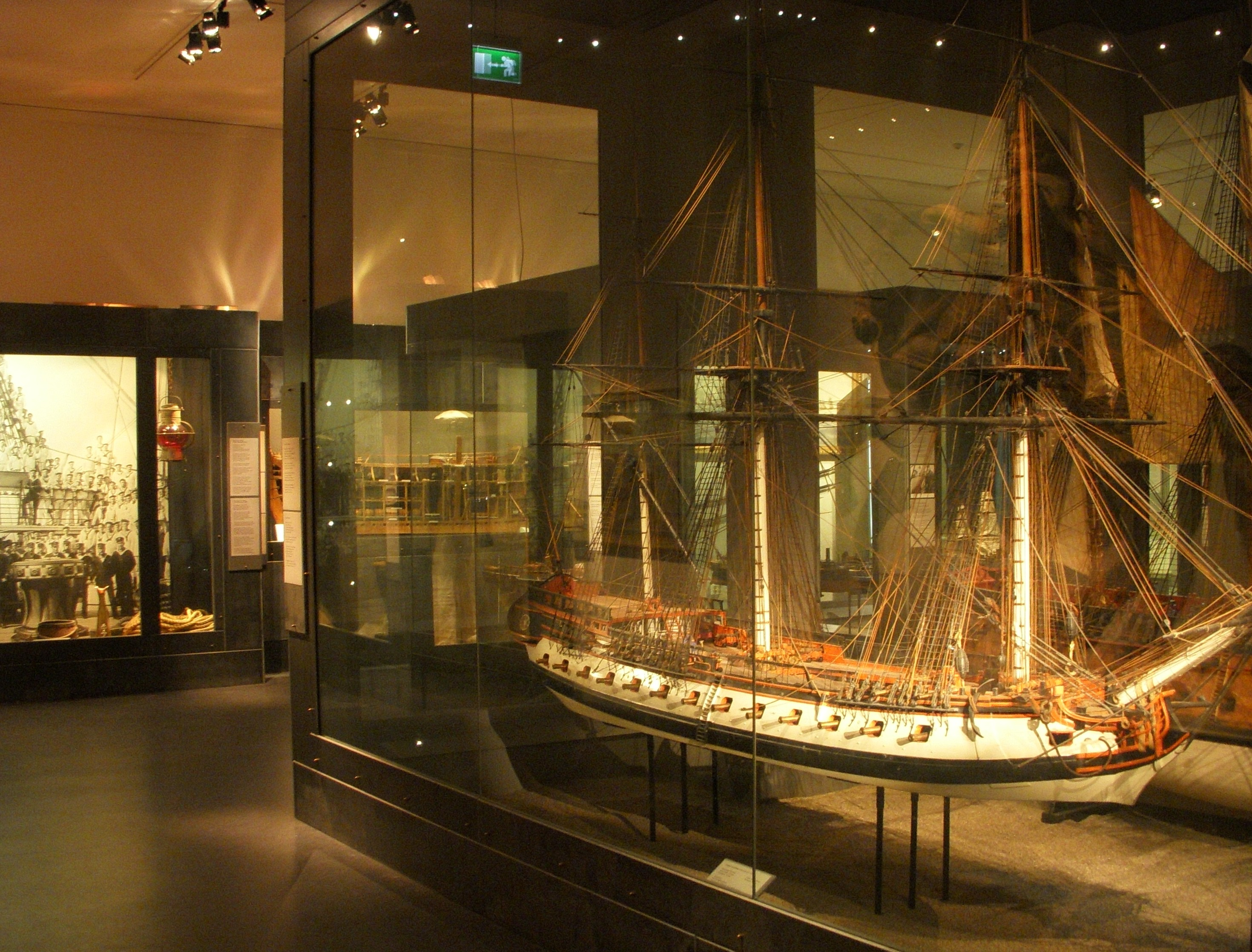
Utställningssalen.

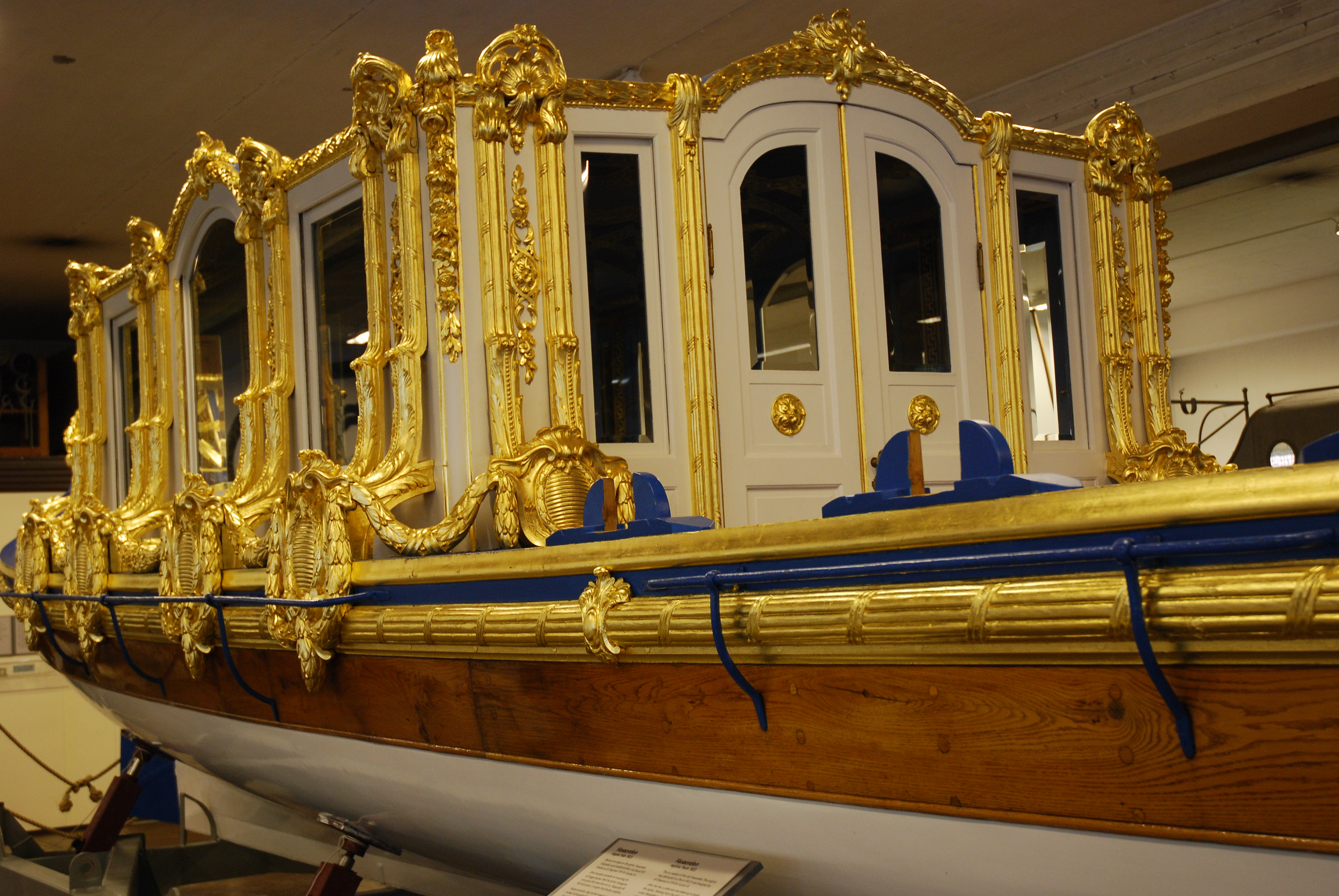
Vasaorden i hall 1.
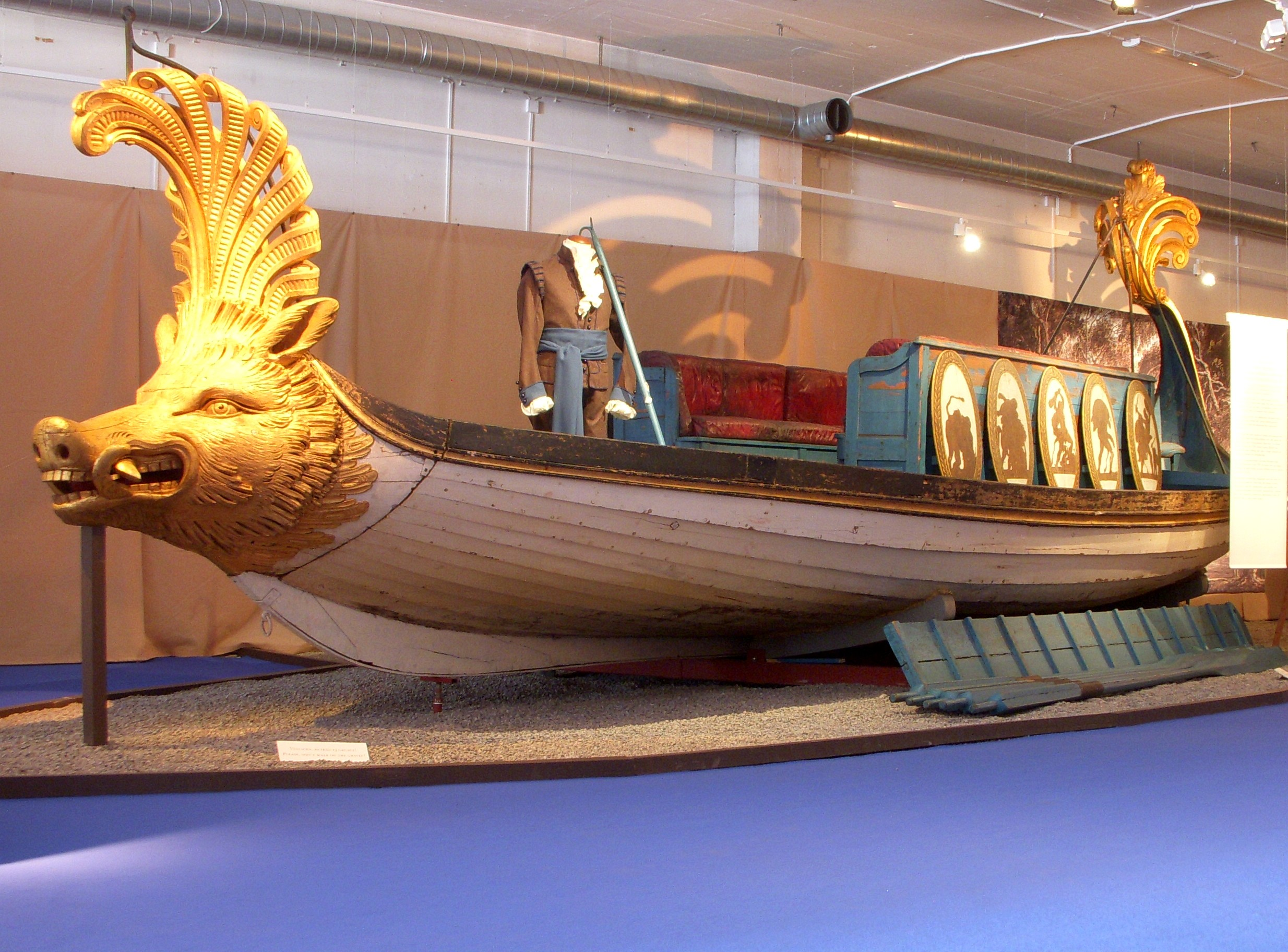
Galten i hall 1.
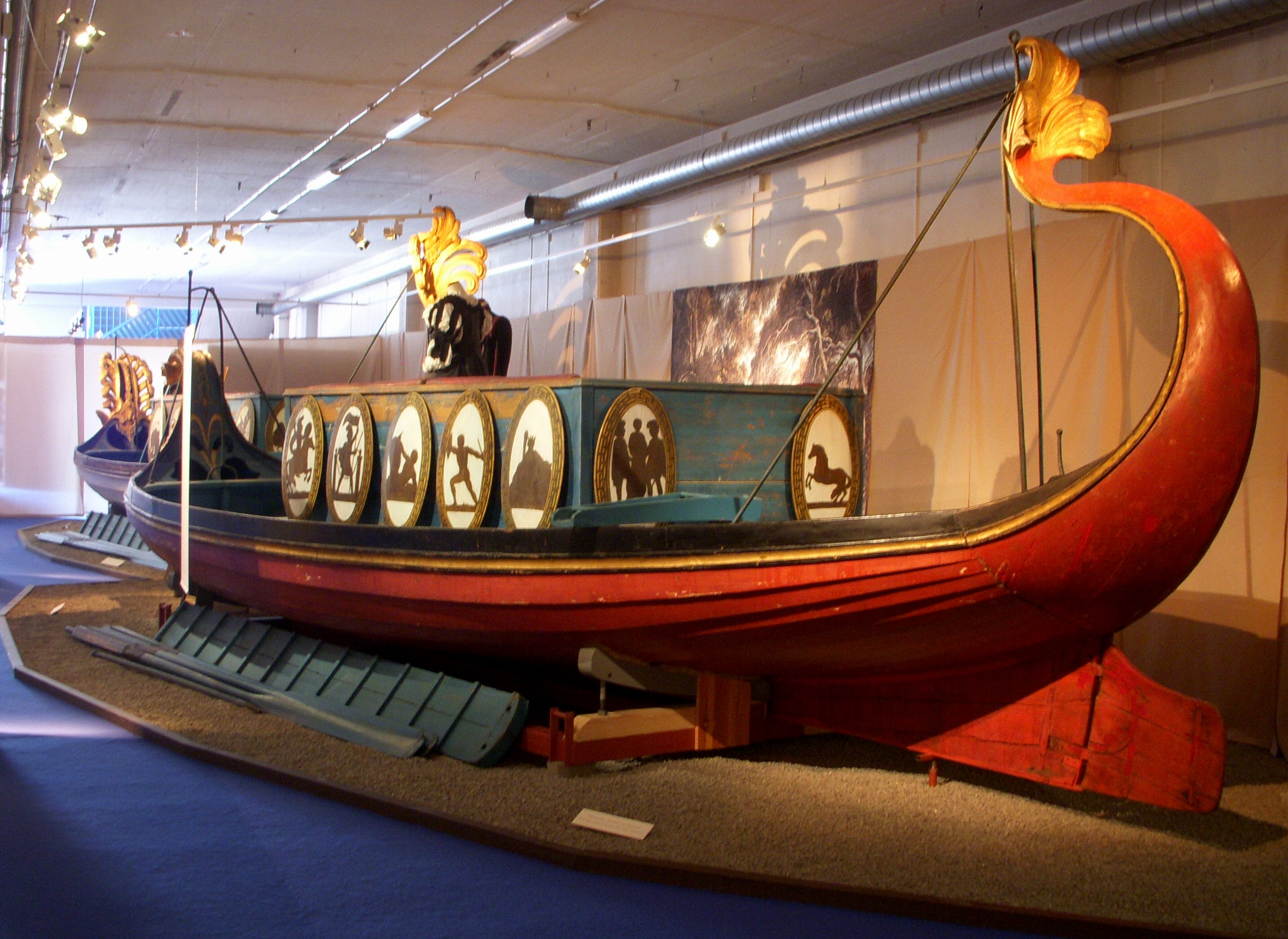
Delfinen i hall 1.
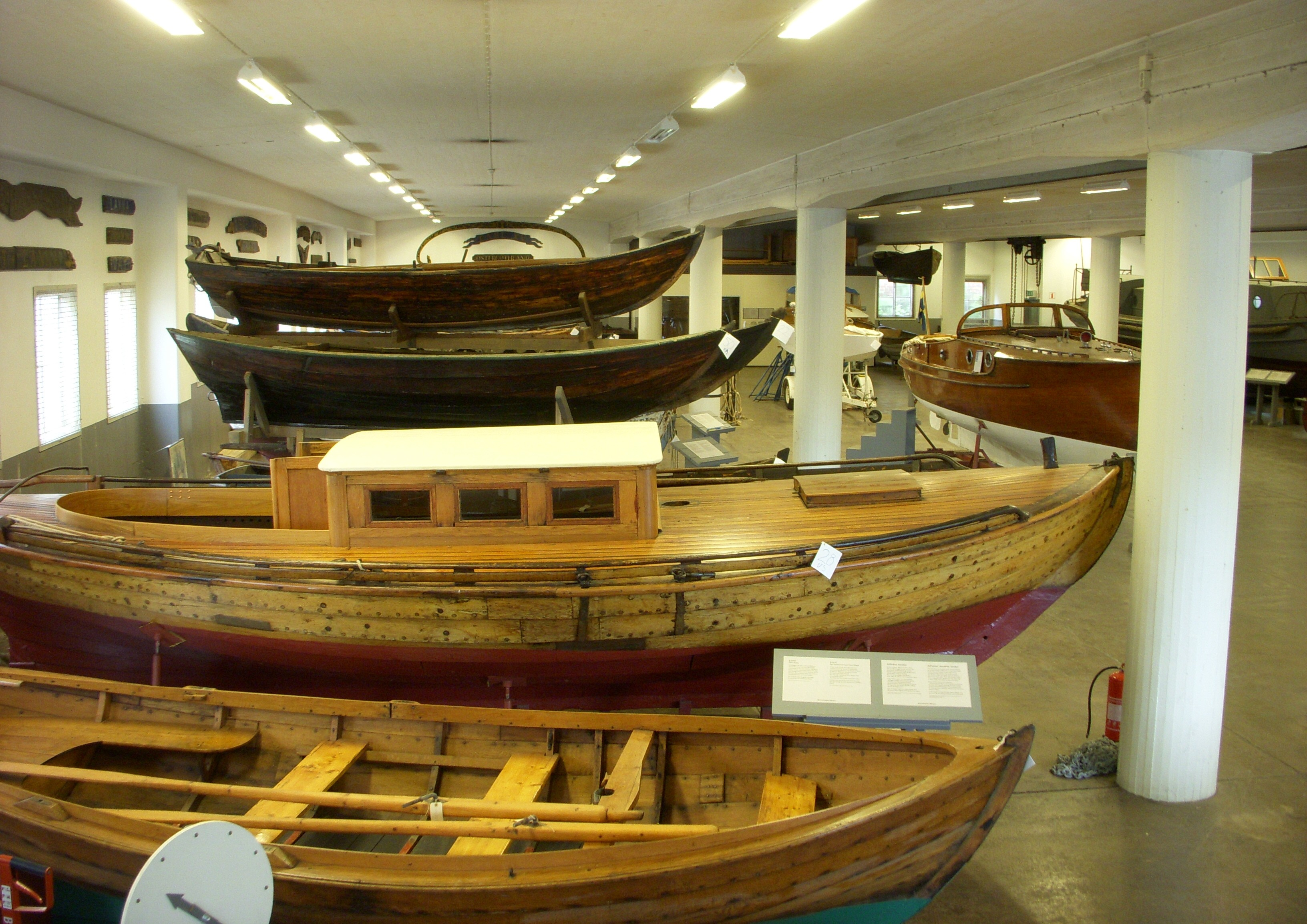
Allmogebåtar i hall 2.